# Ξ
Ξ, ξ（クサイ、クシー、古代ギリシア語: ξεῖ クセー、ギリシア語: ξι クシ、英語: xi [zaɪ] ザイ）は、ギリシア文字第14字母。数価は 60、音価は /ks/。手書きでは「王」のようにも書かれる。

## 起源
フェニキア文字 𐤎 （サメク）に由来する。この文字はセム語では [s] を表したが、ギリシア語では [s] のためには Σ（シグマ）または Ϻ（サン）を使用した。
早期のアルファベットでは/ks/の音は ΚΣ のように2文字で表された。アッティカ地方では ΧΣ と書かれた。その後、地方によって「Ξ」または「Χ」によってこの音が表されるようになった。イオニア式アルファベットでは「Ξ」によって表され、これが標準化した。一方西方ギリシア文字ではこの文字は使われず、/ks/ の音は Χ によって表された。ラテン文字の X は西方ギリシア文字に由来する。
古代の文字名称クセーは π（ペー）、φ（ペー）、χ（ケー）からの類推にもとづく。紀元前4世紀末ごろに [eː] から [iː] へ発音が変化したために ξῖ（クシー）と呼ばれるようになった。

## 記号としての用法
- 大文字の「Ξ」は、
  - 素粒子物理学でアイソスピンが1⁄2、ストレンジネスが-2のハイペロン（{\displaystyle uss}, {\displaystyle dss}）を表す。
  - 統計力学で大分配関数を表す記号として主に用いられる。
  - イーサリアムの通貨記号として用いられる。
- 小文字の「ξ」は、
  - 数学で、x と異なる第1の未知数として用いられることがある。特にフーリエ変換した関数の変数としてよく使われる。
  - 完備リーマンゼータ関数を表す記号である。
  - 化学（物理化学）で、反応進行度を表す記号として用いられる[4]。

## Ξに関する諸事項
大文字のΞはラテン文字のEと似ているため、偽キリル文字のような用法で使用されることがある。例えば、Razer のロゴは RAZΞR のように、テスラのロゴは TΞSLA といったようにデザインされている。

RAZER ではなく のようにデザインされている。

世界保健機関による新型コロナウイルスの変異種の命名ではギリシア文字順で命名されていくはずだったが、Ξ（英語: Xi）の綴りと習（簡体字: 习、拼音: Xí）の綴りが同じ理由で採用されなかった。

## 符号位置
| 大文字 | Unicode | JIS X 0213 | 文字参照            | 小文字 | Unicode | JIS X 0213 | 文字参照            | 備考 |
| ------ | ------- | ---------- | ------------------- | ------ | ------- | ---------- | ------------------- | ---- |
| Ξ      | U+039E  | 1-6-14     | &Xi; &#x39E; &#926; | ξ      | U+03BE  | 1-6-46     | &xi; &#x3BE; &#958; |      |